# القلادة الكبرى لوسام جوقة الشرف
القلادة الكبرى لوسام جوقة الشرف هي شارة فرنسية يرتديها كبار الشخصيات الحائزين على وسام جوقة الشرف. كانت القلادة الكبرى في البداية تمييزًا غير قانوني، وأصبحت، منذ الجمهورية الثالثة، العلامة المميزة للسيد الأكبر للوسام، أي رئيس الجمهورية.

## تاريخ
في الخامس من شهر برايريال، السنة الثانية عشرة (25 مايو 1804)، اقترح دومينيك فيفانت دينون على نابليون الأول نموذجًا لياقة مُخصصة للضباط الكبار أو كزينة لشعار النبالة الإمبراطوري. يتكون هذا النموذج من مجموعة متناوبة من الرايات الرومانية - تُسمى فيكسيلا - يعلوها نسر، وجوائز تُجسّد انضباط أعضاء جوقة الشرف. أُدمجت هذه القلادة، المحيطة بالدرع، في شعار النبالة للإمبراطورية، وبدأ تداولها منذ أغسطس 1804، وأُدرجت في النسخة النهائية من ختم الدولة المُخصص للضباط الكبار الذي أُنشئ بموجب مرسوم في السادس عشر من شهر برايريال، السنة الثالثة عشرة (5 فبراير 1805).
دون صدور أي مرسوم رسمي، ظهرت هذه القلادة الكبيرة، التي صممها دومينيك فيفان دينون وصنعها الصائغ مارتن غيوم بينيه، لأول مرة في 2 ديسمبر 1804 خلال حفل تتويج نابليون الأول في نوتردام دو باريس. ولم يبقَ من هذه القلادة الذهبية المطلية بالمينا، والمكونة من 16 نسرًا متصلين ببعضهم البعض بحلقات ذهبية مزدوجة، سوى وصف صانعها، الصائغ، ورسوماتها الرمزية. وقد صُهرت بالتأكيد لصنع قلادة بطراز مختلف.
في الواقع، منذ مطلع عام 1805، كلّف الإمبراطور بينيه بتصميم قلادة عُرفت باسم "النوع الثاني"، تتألف من ست عشرة ميدالية ترمز إلى امتياز أعضاء وسام جوقة الشرف، وستة عشر نسرًا ترمز إلى الأفواج، وهي الوحدات الإدارية الإقليمية للمؤسسة، جميعها محاطة بسلسلة مزدوجة تتناوب فيها النحل والنجوم، وهي عناصر رئيسية من رمزية نابليون.
لم يكن ذلك إلزاميًا: فقد صُنعت عدة نسخ من هذه الجوهرة ووزعها حسب الرغبة على أمراء وكبار الشخصيات في الإمبراطورية الفرنسية. جسدت رمزيتها أنشطة الأمة المتميزة.
كما طلب نابليون أيضًا صنع نموذج ثانٍ من قلادة له في بداية عام 1805، مرصعة بالماس، على يد الصائغ مارغريت. فُككت هذه الجوهرة خلال فترة الترميم، ولم يتبق منها سوى مذكرة التوريد والتماثيل الأيقونية، وأشهرها لوحة نابليون الأول على عرشه الإمبراطوري التي رسمها دومينيك آنغر.

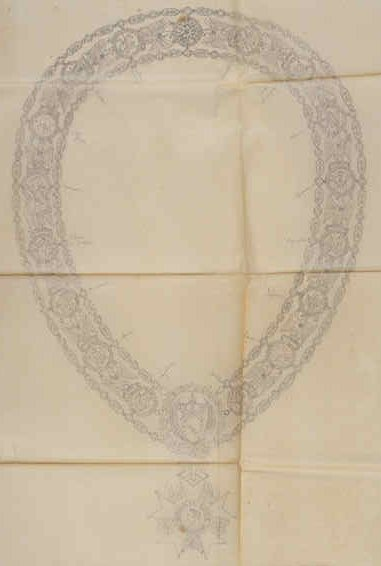
نسخة من تصميم مارتن غيوم بينيه لقلادة كامباسيريس الكبرى (1805).

دُعي كامباسيريس لتقليده القلادة الكبرى، فطلب من بينيه صنعها له. نفّذ بينيه رسمًا محفوظًا اليوم في جامعة كوكاغاكوين باليابان. في 10 فبراير، قدّم له الإمبراطور وسامه خلال حفل رسمي في قصر التويلري، حيث رُقّي الأمير بورغيزي أيضًا.
بعد أن تلاشى استخدام القلادة في عهدي الترميم وملكية يوليو، عادت للظهور في عهد الإمبراطورية الثانية. في عام 1852، استأنف نابليون الثالث استخدام القلادة الكبرى لوسام جوقة الشرف (النموذج الثاني من الإمبراطورية الأولى) بالإضافة إلى شارات عمه.
في عام 1881، وبينما كانت الجمهورية الثالثة، القائمة منذ 4 سبتمبر 1870، تُنظّم احتفالاتها، برزت فكرة طوق جوقة الشرف، وهو وسام يُمنح لرئيس الجمهورية، السيد الأكبر للوسام، ليُلبس على البدلة الرسمية (السترة). لذا، ابتكرت الجمهورية الثالثة طوقًا جديدًا مستوحىً مباشرةً من الأول، وجعلته شعارًا لرئيس الجمهورية، الذي نُقش اسمه على ظهر الطوق. وافق الرئيس كريفي على التصميم الأصلي للطوق الجديد، المُستمد من "نموذج الإمبراطورية الثانية". عُهد بتنفيذ المشروع إلى دار ليموين وأبنائه. تحمل كل ميدالية من الجوهرة على ظهرها اسم رئيس من رؤساء الجمهورية الثالثة، من أدولف تيير إلى ألبرت لوبرون، بما في ذلك اسمان لهذا الأخير، بالإضافة إلى اسم جول كريفي، اللذين أُعيد انتخابهما.
نُقش اسم رئيس الدولة الجديد، المارشال فيليب بيتان، الذي مُنح وسام الصليب الأعظم عام 1917، عام 1943، بتاريخ 11 يوليو 1940، أي اليوم التالي لتعيينه، على طوق ذهبي كبير، مصبوب من سبيكة. فيما بعد أُزيل اسمه عام 1945.
وكان آخر رئيس يُمنح هذا الطوق هو فينسنت أوريول، عام 1947، وهو العام الأول من ولايته. لم يُنقش اسمه، حيث كانت جميع الحلقات بالفعل منقوشة.
في عام 1953، وبمبادرة من متحف جوقة الشرف، ابتكرت شركة آرثوس-بيرتراند، "المورد الرسمي للمستشارية الكبرى وخليفة شركة لو موين"، طوقًا جديدًا مستوحى من تصاميم فنان الحديد المطاوع ريموند سوبيس والمهندس المعماري والديكور أندريه أربوس.
ولم يُذكر هذا الطوق رسميًا في نصّ كشارة للسيد الأكبر إلا في قانون جوقة الشرف لعام 1962.
واليوم، يُمثّل تقديم هذه القلادة من قِبل المستشار الأكبر للوسام، وهو حاليًا الجنرال فرانسوا ليكوانتر، رمزيًا الخطوة الأولى في حفل تنصيب الرئيس المنتخب، الذي يُقام بعد انتقال السلطة.

خلال حفل التنصيب هذا، يكتسب رئيس الجمهورية صفة السيد الأكبر من خلال المستشار الأعظم للوسام الذي ينطق:
كما هو موضح على الموقع الإلكتروني لوسام جوقة الشرف، فإن القلادة هي "سمةٌ لوظيفة، وليست وسامًا يُمنح لشخصٍ تقديرًا لمزاياه، بل تُجسّد قلادة جوقة الشرف تنصيب رئيس الجمهورية بصفته السيد الأكبر للوسام". يُقلّد رئيس الجمهورية المنتخب حديثًا تلقائيًا ("يُرفع إلى رتبة الشرف") وسام الصليب الأكبر لجوقة الشرف، ويستلم الشارة خلال حفل التنصيب. ويحتفظ بهذا الوسام مع هذا التكريم بعد انتهاء ولايته.
حتى عهد جورج بومبيدو، كان رؤساء الجمهورية يرتدون الياقة على معاطفهم. ومنذ ذلك الحين، بسّط فاليري جيسكار ديستان مراسم التنصيب. لم تعد القلادة تُرتدى، إذ يُقدّمها المستشار الأعظم لرئيس الجمهورية على وسادة حمراء. ثم تُودع القلادة في متحف جوقة الشرف، حيث تُحفظ (قبل عام 1959، كانت تُحفظ في قصر الإليزيه). ويُعدّ تقريرٌ بهذا الشأن.
يُعرض في متحف جوقة الشرف أربعة نماذج: قلادة المارشال بيرتييه (نموذج الإمبراطورية الأولى، النوع الثاني) الذي أهداها أمير لا تور دوفيرن-لوراغواي عام 1962، والقلادة التي أهداها للدولة الأمير نابليون عام 1979 (نموذج الإمبراطورية الأولى، النوع الثاني)، وقلادة الجمهورية الثالثة، الذي يعود تاريخه إلى عام 1881، وأخيرًا قلادة "نموذج 1953" الذي استُخدم خلال حفل التنصيب. أما متحف الجيش، فيحتفظ بقلادة نابليون الذي أهداها جوزيف بونابرت إلى الإنفاليد عام 1843.

## الإسنادات

### في ظل الإمبراطورية الأولى
وفقًا لعادات النظام القديم (وسام القديس ميخائيل، ووسام الروح القدس، وما إلى ذلك)، كان ارتداء القلادة مخصصًا للنخبة وليس فقط للسيد الأكبر.
منح الإمبراطور ثلاثة عشر قلادة: قُدّمت إلى ملك روما، وإلى الأمراء الفرنسيين من العائلة الإمبراطورية (جوزيف، لويس، جيروم، والكاردينال فيش، عم الإمبراطور). كما تلقاها الأمراء بالتبني أو أصهاره: يوجين دي بوهارنيه، يواخيم مورات، كاميل بورغيزي، وفيليكس باتشيوتشي. أما المتلقون الآخرون الوحيدون فكانوا كبار شخصيات الإمبراطورية الفرنسية، كامباسيريس، ولوبرون، بالإضافة إلى تاليران وبيرتييه.

### الإمبراطورية الثانية
في عام 1852، استعاد نابليون الثالث القلادة الكبرى لوسام جوقة الشرف بالإضافة إلى شارات نابليون الأول.

### منذ عام 1881
منذ الجمهورية الثالثة، خُصصت القلادة الكبرى لرئيس الجمهورية، السيد الأكبر للوسام. وعُدِّلت وحُدِّثت خلال الجمهوريات الثالثة والرابعة والخامسة.

## وصف

### قلادات نابليون
يقدم التصميم الذي صممه غالي (والذي لم يكتمل أبدًا) ستة عشر فيكسيلا تحمل في خط تنازلي أرقامًا رومانية لأرقام الفصائل الستة عشر للفيلق، مفصولة بشعارات علمية أو فنية أو ثقافية أو عسكرية ترمز إلى أنشطة فرنسا.
في عهد الإمبراطورية الأولى، وبغض النظر عن الاختلافات الطفيفة، كان هناك نوعان مختلفان جوهريًا، أولهما استُخدم بلا شك خلال مراسم التتويج (انظر لوحات نابليون بزي التتويج بريشة روبرت لوفيفر والبارون جيرارد). لاحقًا، ارتدى أمراء العائلة الإمبراطورية، كامباسيريس وتاليران، نفس القلائد المصنوعة من البرونز. لم يبقَ أيٌّ من هذه القلائد.
النوع الأول: وصفه الصائغ مارتن غيوم بينيه على النحو التالي: "يتكون من ستة عشر نسرًا كبيرًا بأجنحة مفتوحة، تحمل في مخالبها صاعقة، وقد علّق من أعناقها صليب الشرف الذهبي المطلي بأرقام الأفواج. النسور المذكورة متصلة ببعضها بحلقتين ذهبيتين، وتلتقي في المنتصف بإكليل غار، يتوسطه حرف N يعلوه تاج إمبراطوري، وفي أسفله صليب الشرف الكبير المطلي بالمينا والمطرز، وعلى أحد جانبيه صورة جلالة الإمبراطور، وعلى الجانب الآخر نسر إمبراطوري موضوع على صاعقة، وكلها مطلية بالذهب ومطرزة [...]."

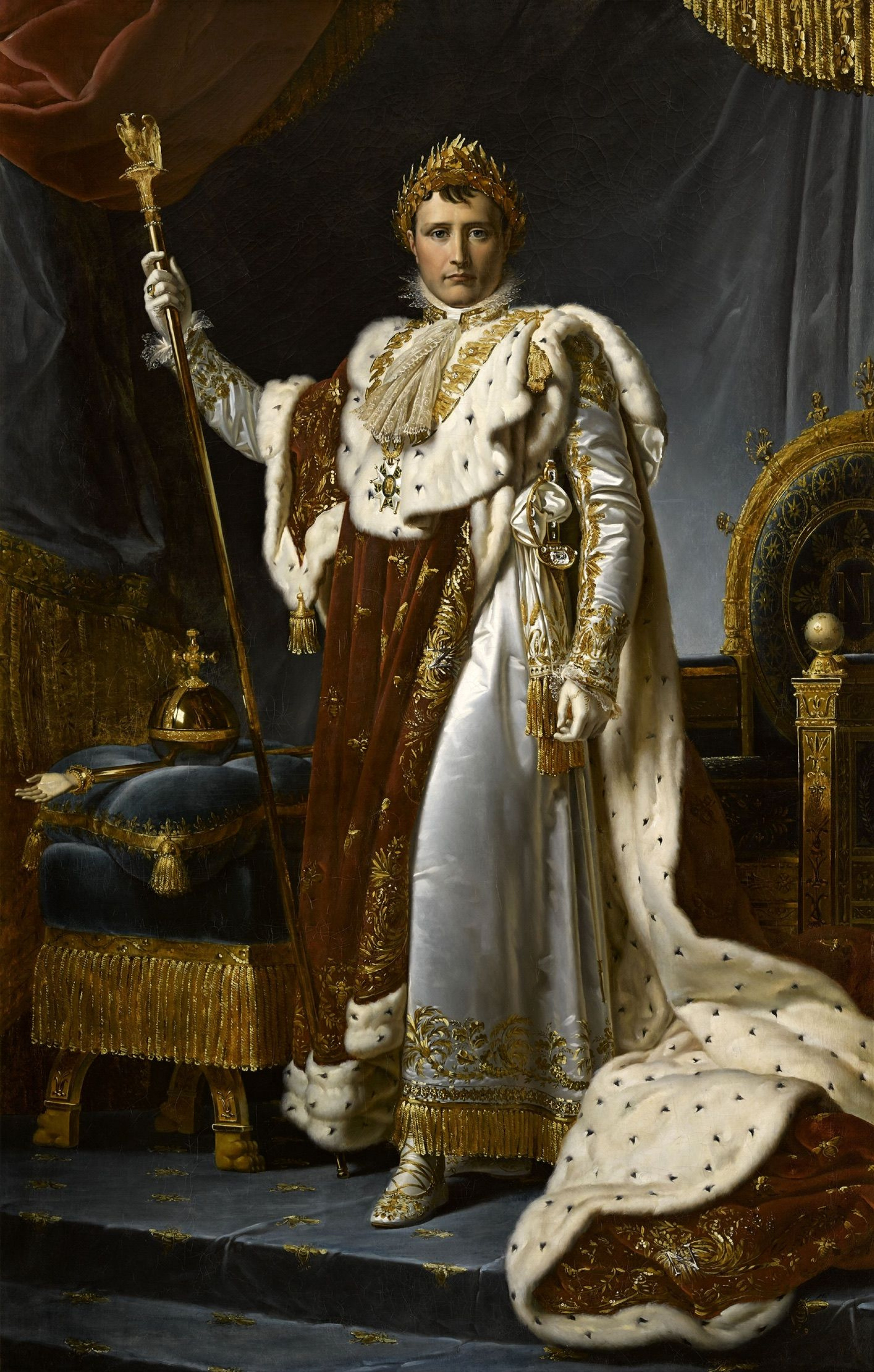
لوحة فرانسوا جيرارد: نابليون الأول في زي التتويج، 1805.
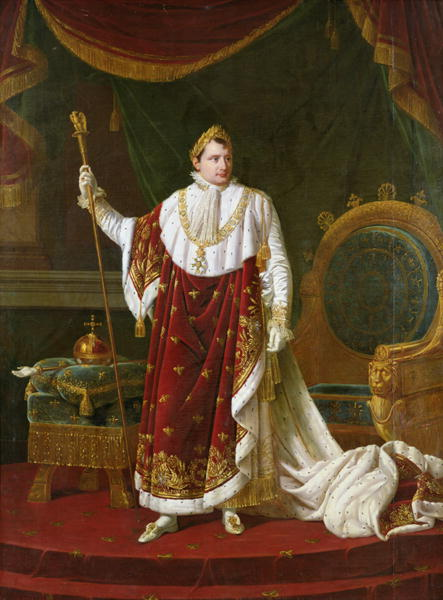
نابليون في زي التتويج، روبرت لوفيفر.
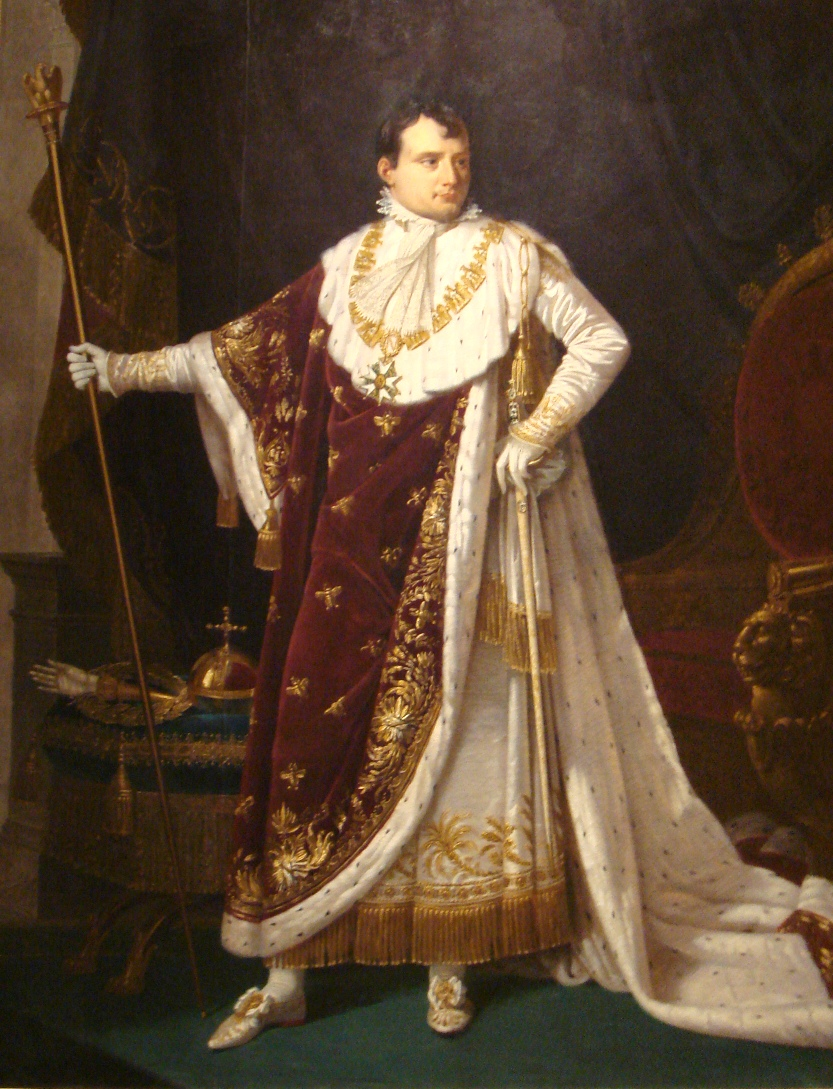
صورة نابليون في زي التتويج، روبرت لوفيفر، 1807.
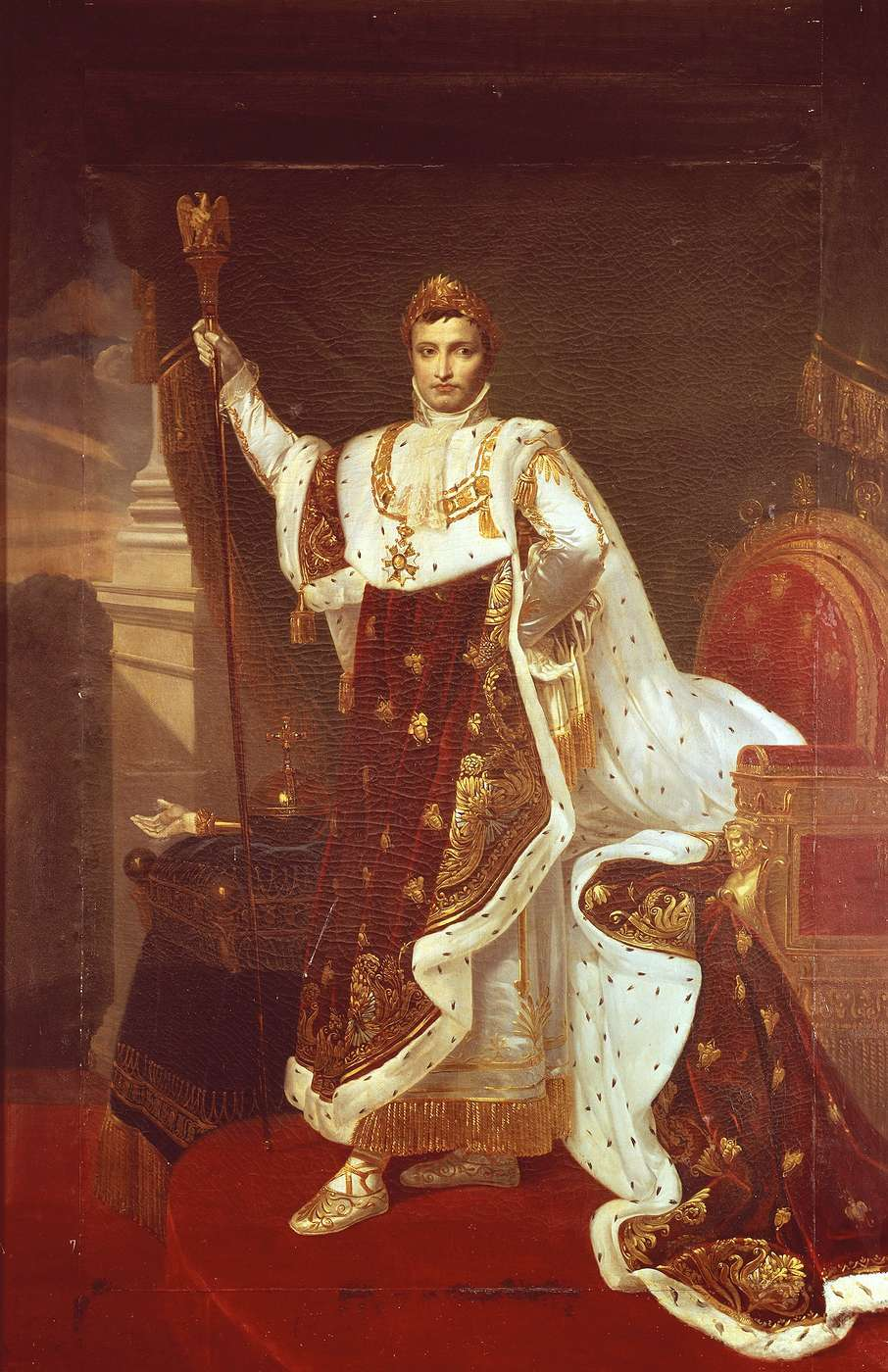
صورة نابليون في زي التتويج، روبرت لوفيفر، 1811.
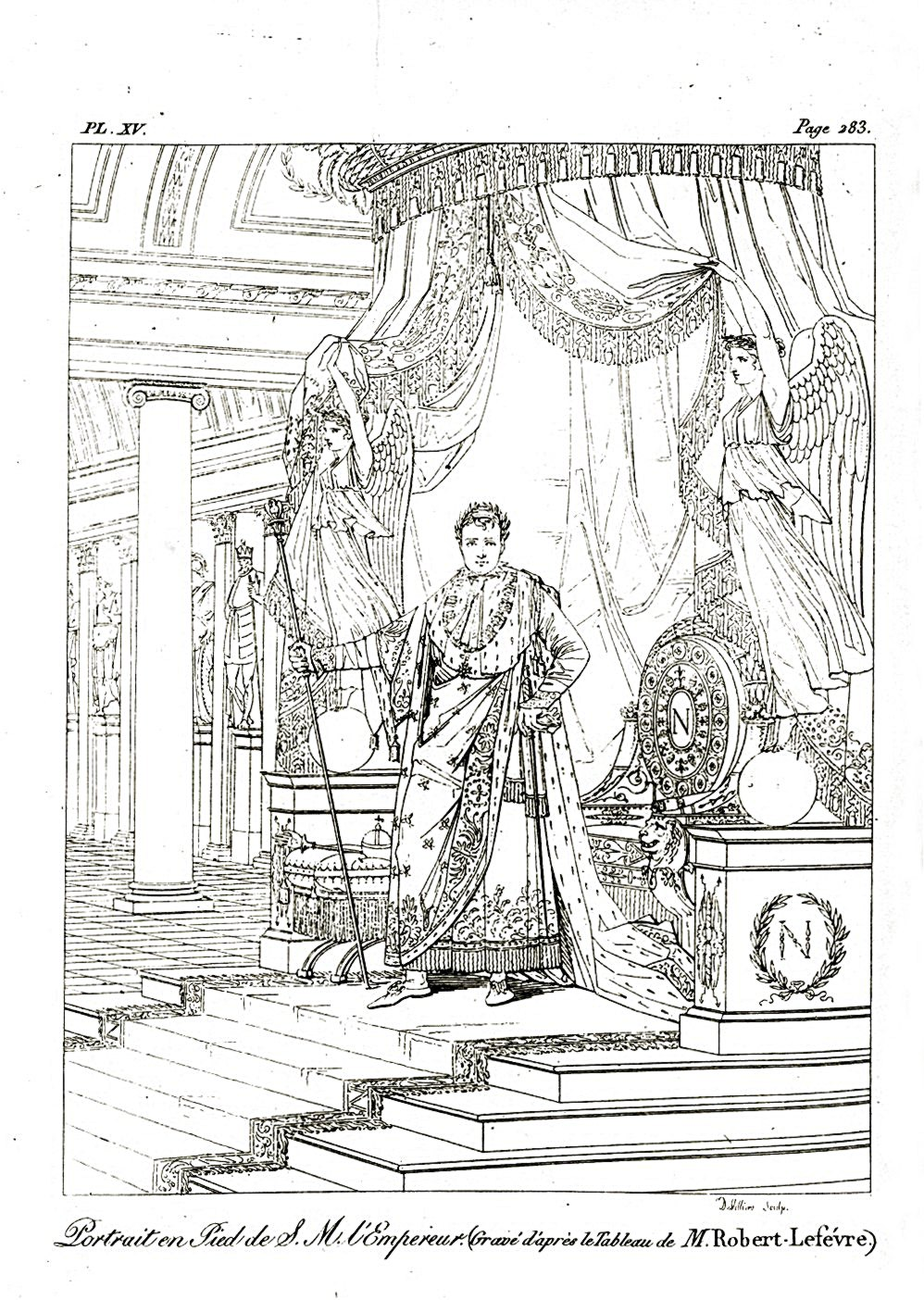
صورة لنابليون بزي التتويج، نقش خطي من لوحة باوسانياس الفرنسية. مستوحاة من لوحة روبرت لوفيفر التي عُرضت في صالون عام 1806 بالتزامن مع لوحة آنغر.
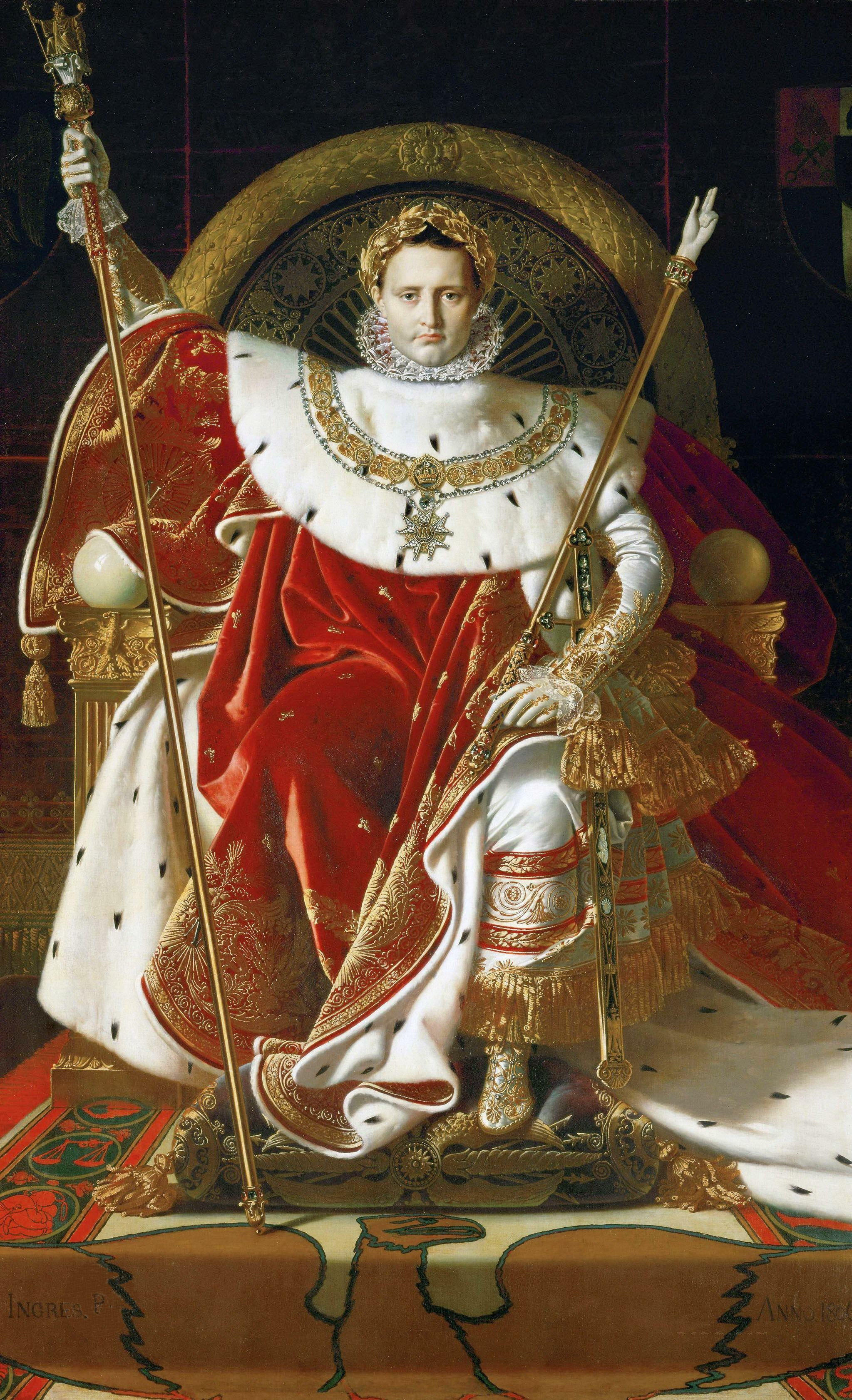
لوحة آنغر: نابليون الأول على عرشه الإمبراطوري ، 1806.

ونعلم من اللوحات أن نفس نسخة هذا النموذج مزينة بالماس:

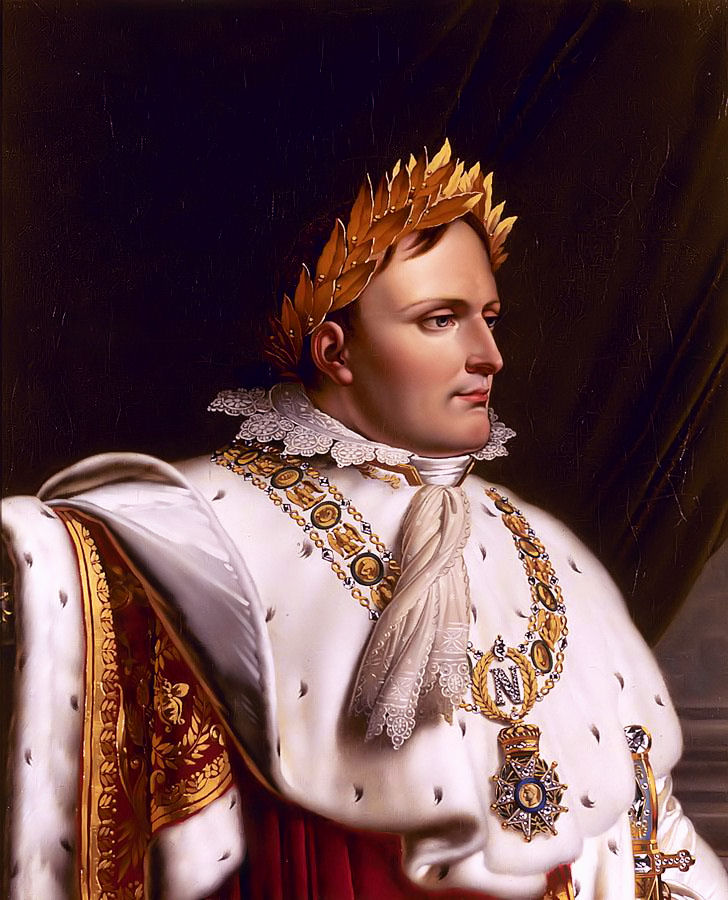
ماري فيكتوار جاكوتو، الإمبراطور، تفصيل.
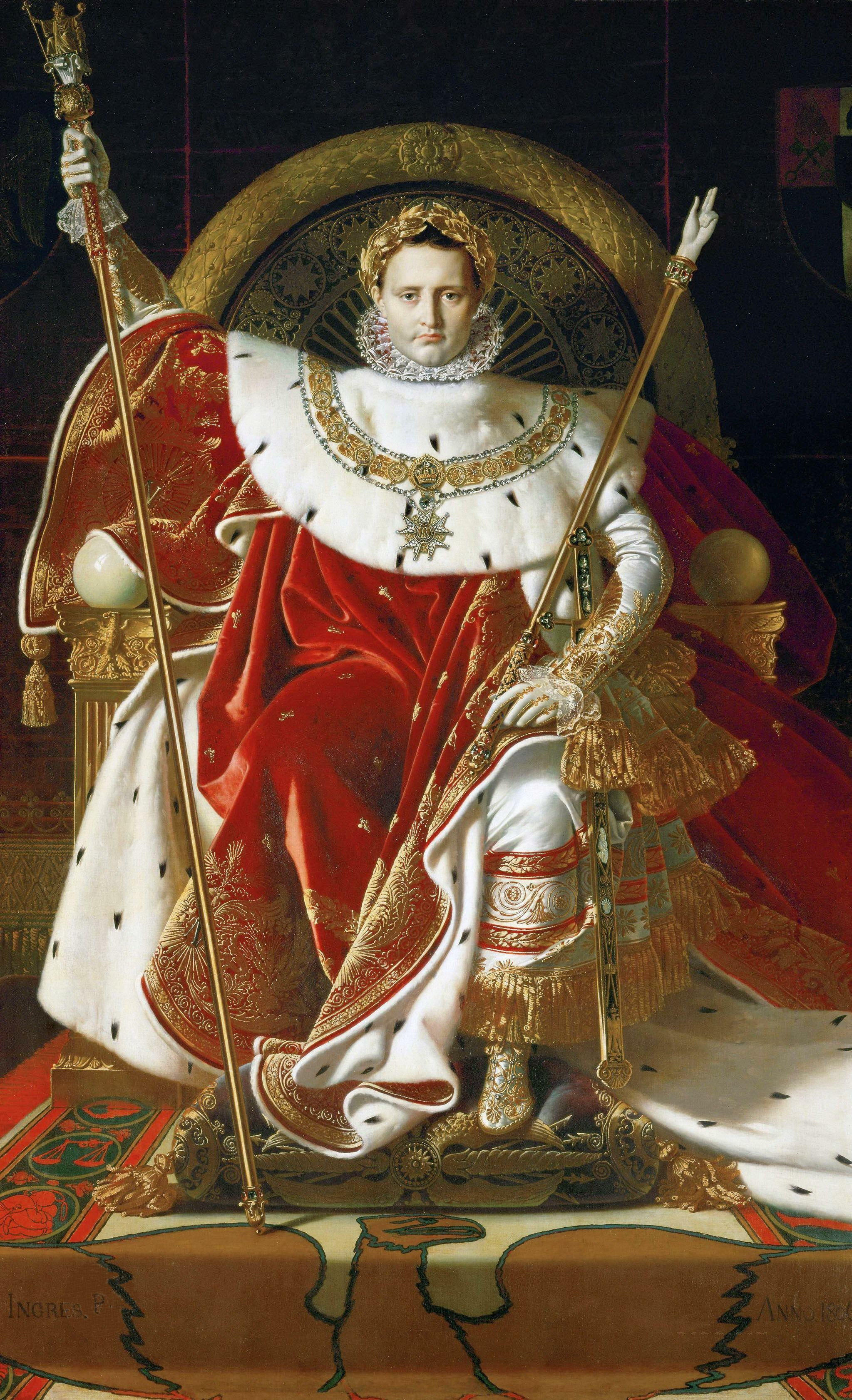
آنغر: نابليون الأول على عرشه الإمبراطوري، 1806.

النوع الثاني: النسور في خط تنازلي، كما هو واضح في القلادة الموجودة في سرداب الإنفاليد، تحمل سمات الآداب والعلوم والفنون، موضوعة داخل ميدالية مُحيطة، إكليل الغار مطلي بالمينا الطبيعي، متصلة بنسور منخفضة الطيران تقترب من صاعقة. وهي مربوطة باللون الأحمر، ونجمة مطلية بالمينا الأبيض تحمل في وسطها أرقام الأفواج الستة عشر. وكما في السابق، تتجه رؤوس النسور نحو داخل القلادة، فتبدو أحيانًا عادية وأحيانًا ملتوية. تُحيط بسلسلتها من الداخل والخارج نجوم صغيرة خماسية الرؤوس محاطة بحلقة، بالتناوب مع ميداليات مستطيلة تحمل نقشًا بارزًا لرمز إمبراطوري آخر، وهو النحلة. يتكون الزخرف المركزي من حرف "N" كبير محاط بإكليلين متحدي المركز من نخيل وإكليل الغار، وفي نهايته نجمة كبيرة يعلوها تاج من نسور ملتوية.

قلادة من الطراز الإمبراطوري من النوع الثاني.
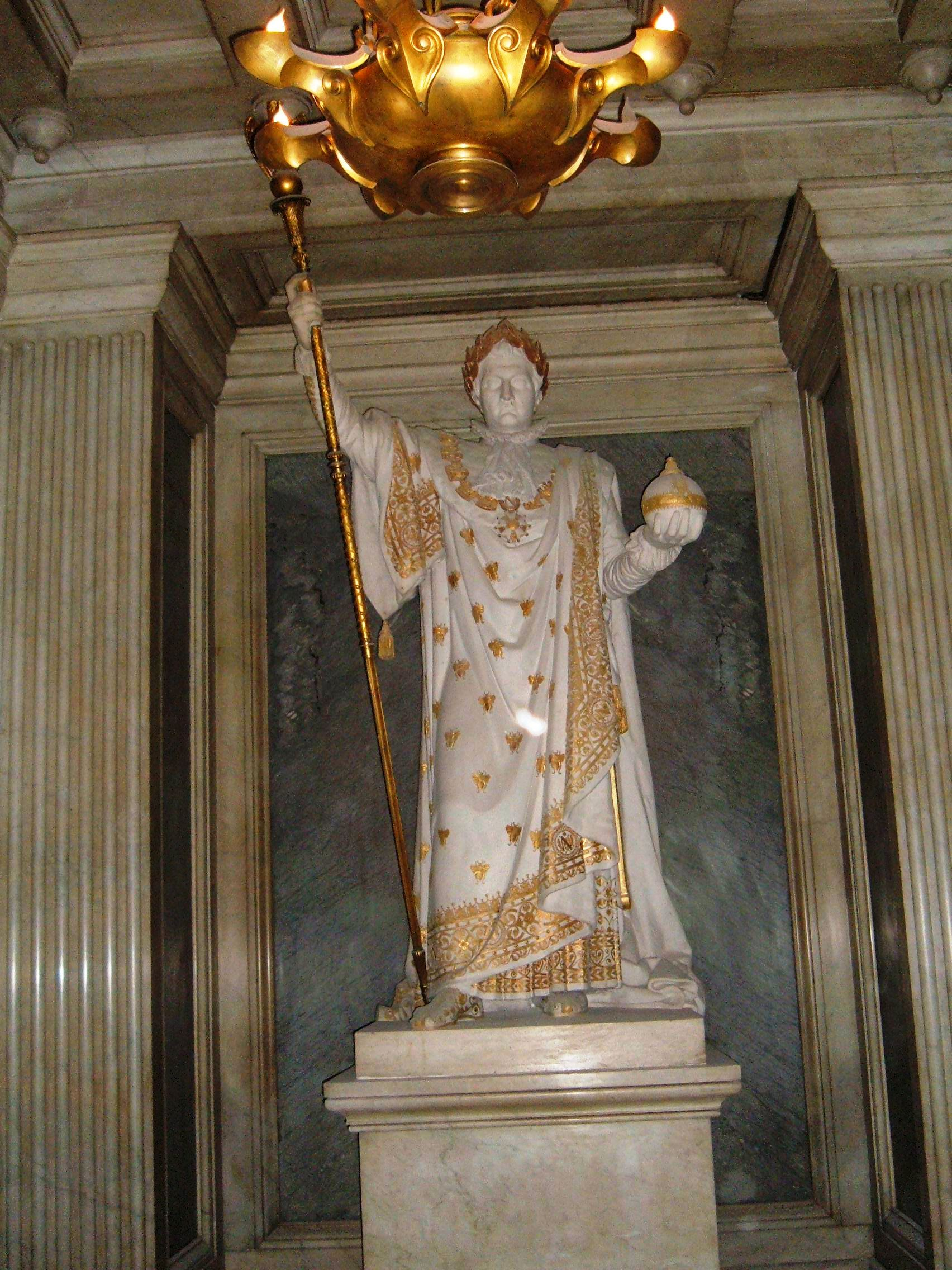
تمثال نابليون الأول في الأنفاليد.

الحاصلون على القلادة الكبرى
| الاسم | لوحة  | شعار النبالة                                               |
| --- | ----- | ---------------------------------------------------------- |
| نابليون الأول، السيد الأكبر مؤسس النظام، إمبراطور الفرنسيين وملك إيطاليا                                       |       |                                                            |
| نابليون الثاني إمبراطور فرنسا، ملك روما، دوق الرايخشتات                                                        |       |                                                            |
| جوزيف بونابرت ملك نابولي ملك إسبانيا                                                                           |       | لم تظهر القلادة الكبرى لجوقة الشرف على شعار جوزيف بونابرت. |
| لويس بونابرت ملك هولندا                                                                                        |       |                                                            |
| جيروم بونابرت ملك وستفاليا                                                                                     |       |                                                            |
| جوزيف فيش كاردينال، كبير قساوسة الإمبراطورية                                                                   | [ 7 ] |                                                            |
| يوجين دو بوارنيه الأمير الفرنسي نائب ملك إيطاليا أمير البندقية دوق فرانكفورت الأكبر دوق ليوتشتنبرج أمير آيشتيت |       |                                                            |
| يواكيم مورات ملك نابولي                                                                                        |       |                                                            |
| كاميلو بورغيسي                                                                                                 |       |                                                            |
| فيليتشي باسكالي باتشوكي                                                                                        |       |                                                            |
| جان جاك ريجيس دي كامباسيرس                                                                                     |       |                                                            |
| تشارلز فرانسوا لوبرون                                                                                          |       |                                                            |
| شارل موريس تاليران                                                                                             |       |                                                            |
| لويس الكسندر برتييه                                                                                            |       |                                                            |
| في عام 1852، استحوذ نابليون الثالث قلادة جوقة الشرف الكبرى بالإضافة إلى شارات عمه.                             |       |                                                            |
| نابليون الثالث رئيس الجمهورية الفرنسية، إمبراطور الفرنسيين                                                     |       |                                                            |

### قلادة الجمهورية الثالثة
منذ عام 1881، أصبحت القلادة الكبرى رمزًا مميزًا لرؤساء الجمهورية، الحائزين على وسام جوقة الشرف. يُلبس الطوق على شعار النبالة، ويتضمن 16 ميدالية تُجسّد أنشطة الأمة، بالتناوب مع ستة عشر حرفًا منمقًا لـ "HP". تحمل كل ميدالية اسم رئيس الجمهورية الثالثة على ظهرها.

قلادة كبرى من نوع "1881".

1. أدولف تيير (31 أغسطس 1871)؛
2. باتريس دي ماك ماهون (24 مايو 1873)؛
3. جول غريفي (30 يناير 1879)؛
4. جول غريفي (30 يناير 1886)؛
5. سادي كارنو (3 ديسمبر 1887)؛
6. جان كازيمير بيرييه (27 يونيو 1894)؛
7. فيليكس فور (17 يناير 1895)؛
8. إميل لوبيه (18 فبراير 1899)؛
9. أرماند فاليير (18 فبراير 1906)؛
10. ريموند بوانكاريه (18 فبراير 1913)؛
11. بول ديشانيل (18 فبراير 1920)؛
12. ألكسندر ميليران (23 سبتمبر 1920)؛
13. غاستون دوميرج (13 يونيو 1924)؛
14. بول دومر (13 يونيو 1931)؛
15. ألبرت لوبرون (10 مايو 1932)؛
16. ألبرت ليبرون (10 مايو 1939).

في حفل تنصيبه يوم 16 يناير 1947، حصل الرئيس فينسنت أوريول على طوق الجمهورية الثالثة، دون نقش اسمه على الوجه الآخر، حيث كانت جميع الروابط مشغولة.

### قلادة 1953

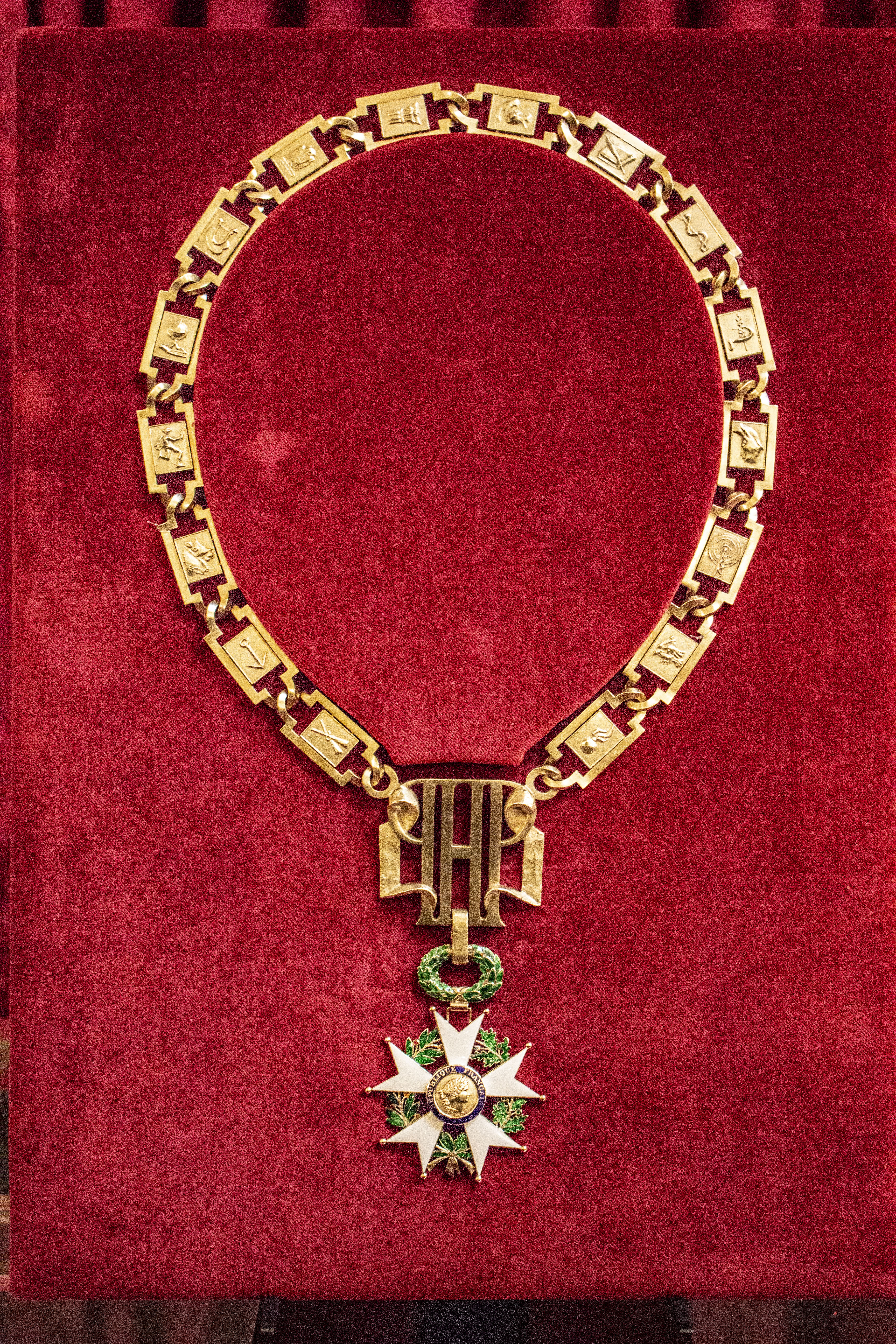
القلادة الكبرى الحالية لجوقة الشرف من عام 1953.

القلادة الحالية مصنوعة من الذهب الخالص، بعضها مطلي بسطح غير لامع والبعض الآخر بسطح لامع. تتكون من ستة عشر حلقة (تخليداً لذكرى ستة عشر فوجاً من الفيلق)، مستطيلة الشكل، مطلية بالذهب لتشكل سلسلة. ترمز الميداليات إلى أنشطة الأمة، وهي مُصممة لتواكب العصر الحديث. الزخرفة المركزية للسلسلة هي حرف "HP" (Honneur et Patrie أيّ الشرف والوطن، شعار الوسام). يتدلى من هذه الزخرفة صليب السيد الأعظم، وهو مشابه للصليب الأعظم، ولكنه أكبر قطراً، 81 مم. تزن القلادة 950 غراماً.
تحمل كل ميدالية سمات رموز النظام وأنشطة الأمة.
على الوجه الخلفي، نُقشت أسماء كبار القادة مع تواريخ توليهم مناصبهم ومغادرتهم. كانت الحلقة الثانية عشر أول من يُنقش بالليزر لإضافة اسم فرانسوا هولاند بمناسبة تنصيبه. لا يُنسب هذا الرمز إلى كل رئيس باختياره، بل وفقًا لترتيب الروابط.
قُدِّمت القلادة الحالية رسميًا للرئيس فينسنت أوريول من قِبَل الجنرال بول داسو، المستشار الأكبر لوسام جوقة الشرف، في الأول من ديسمبر عام 1953. وحتى عهد جورج بومبيدو، كان رؤساء الجمهورية الفرنسية يرتدونها ضمن زيهم الرسمي. ومنذ عهد فاليري جيسكار ديستان، الذي بسّط مراسم التنصيب، لم تعد القلادة تُرتدى، بل يُقدَّمها المستشار الأكبر إلى رئيس الجمهورية خلال مراسم التنصيب.
لا تزال هناك حلقتان غير مستخدمتين. إذا استمرت مدة الخمس سنوات كما هي، فمن المفترض أن تكون القلادة صالحة للاستخدام حتى عام 2032.
| الوصلة      | نشاط الأمة         | الرموز                         | الرئيس               | التاريخ       |
| ----------- | ------------------ | ------------------------------ | -------------------- | ------------- |
| الأولى      | المشاة             | بندقيتان متقاطعتان             | جاك شيراك            | 17 مايو 2002  |
| الثانية     | البحرية            | مرساة                          | نيكولا ساركوزي       | 16 مايو 2007  |
| الثالثة     | الخيالة            | رأس حصان، رمز للمركبات المدرعة | فرانسوا هولاند       | 15 مايو 2012  |
| الرابعة     | الصناعة والتجارة   | ميركوري                        | إيمانويل ماكرون      | 14 مايو 2017  |
| الخامسة     | معرفة العالم       | خريطة العالم على كتاب          | إيمانويل ماكرون      | 7 مايو 2022   |
| السادسة     | الموسيقى والرسم    | قيثارة ولوحة                   |                      |               |
| السابعة     | العلوم             | بومة                           |                      |               |
| الثامنة     | العمارة والنحت     | عمود                           | فنسنت أوريول         | 1 ديسمبر 1953 |
| التاسعة     | الأعمال الاجتماعية | يد موضوعة على رأس طفل          | رينيه كوتي           | 16 يناير 1954 |
| العاشرة     | الأدب              | كتاب وريشة                     | شارل ديغول           | 8 يناير 1959  |
| الحادية عشر | الطب والجراحة      | عصا أسقليبيوس                  | شارل ديغول           | 8 يناير 1966  |
| الثانية عشر | الزراعة            | منجل وسنبلة ذرة                | جورج بومبيدو         | 20 يونيو 1969 |
| الثالثة عشر | الاتحاد الفرنسي    | يدان متشابكتان                 | فاليري جيسكار ديستان | 27 مايو 1974  |
| الرابعة عشر | الاتصالات          | رادار                          | فرانسوا ميتران       | 21 مايو 1981  |
| الخامسة عشر | الطيران            | طائر                           | فرانسوا ميتران       | 21 مايو 1988  |
| السادسة عشر | المدفعية           | قنبلة يدوية                    | جاك شيراك            | 17 مايو 1995  |

الترقيم يكون في اتجاه عقارب الساعة ابتداءً من الصليب.